# Ghost Dance

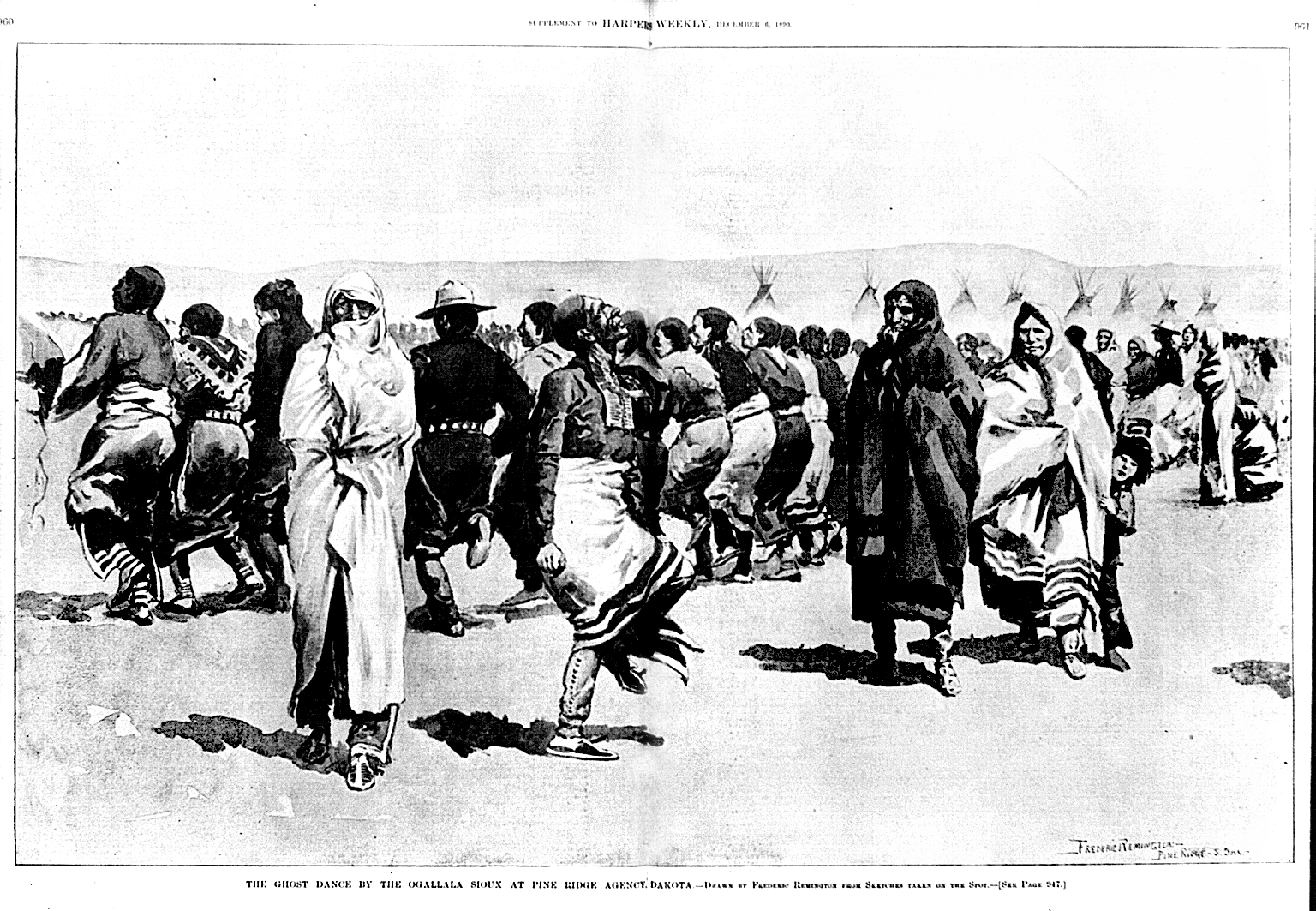
Ghost Dance van de Lakota in het Pine Ridge-reservaat

De dans die later bekend zou worden als de Ghost Dance was een eeuwenoud spiritueel ritueel bij indiaanse stammen in de Verenigde Staten van Amerika. Aan het eind van de negentiende eeuw kende het een bijzondere opbloei.

## Sociale achtergrond
Rond 1880 hadden de blanken de indianen zo in het nauw gebracht dat deze alleen nog maar speciaal voor hen toegewezen gebieden konden bewonen. Dit waren de zogenaamde reservaten. De omstandigheden in deze reservaten waren vaak van oorsprong al niet goed omdat het vooral gronden betrof die economisch weinig interessant waren. Het levenspeil in verschillende reservaten was zeer laag, mensen leden honger en velen stierven door epidemieën van door blanken geïntroduceerde ziekten. Dit alles maakte indianen ontvankelijk voor een boodschap die hen weer hoop gaf.

## De boodschap van Wovoka
Deze hoop werd uiteindelijk gegeven door de religieuze leider Wovoka, ook bekend onder de naam Jack Wilson. Rond 1890 was deze Paiute-indiaan begonnen met het bekendmaken van een belangrijke boodschap onder indianen in het westen van de Verenigde Staten. Vertegenwoordigers van vele stammen kwamen hem opzoeken. Hij had een visioen gehad en presenteerde zich als een profeet die de indianen naar een nieuwe tijd zou leiden door middel van het dansen van wat bekend zou worden als de 'Spirit Dance' of 'Ghost Dance'. De nieuwe tijd was spoedig aanstaande, zo preekte Wovoka, en alle mensen zouden dan herenigd worden met hun overleden voorouders en weer op de traditionele manier kunnen leven.
Morele aspecten waren een belangrijk onderdeel van Wovoka's boodschap. Hij was tegen het gebruik van geweld en benadrukte elementen als reinheid en eerlijkheid. Hij zocht nadrukkelijk samenwerking met de blanken, kleedde zich als een blanke en werkte voor een blanke veeboer. Aan de andere kant was hij trouw aan Paiute-tradities en woonde bijvoorbeeld in een Paiute-wickiup in plaats van in een blokhut.

## De Ghost Dance
De door Wovoka gepredikte dans was van oudsher een in groepsverband uitgevoerde cirkelvormige dans waarbij religieuze ervaringen als trance en profetie gedeeld werden. Onder invloed van Wovoka's leer werd het een intense dans die iedere zes weken gedanst moest worden en vijf dagen moest duren. De deelnemers brachten zichzelf zo in vervoering dat flauwvallen vaak het eindresultaat was. Door deze vervoering zouden de dansers opgetild worden, zodat de nieuwe wereld geschapen kon worden. Hoe meer mensen de Ghost Dance dansten, des te spoediger zou de nieuwe wereld verrijzen.
De Ghost Dance verspreidde zich snel onder de volgende indiaanse stammen in het westen en midwesten van Amerika: Paiute, Ute, Shoshoni, Washo, Mohave, Cohonino, Pai, Arapaho, Cheyenne, Assiniboine, Gros Ventre, Mandan, Arikara, Pawnee, Caddo, Kichai, Wichita, Kiowa, Kiowa-Apache, sommige Comanche, Delaware en Oto, en verschillende stammen in Californië.
Wovoka wekte tevens de belangstelling van Mormonen in Utah, doordat zich volgens hun profetie in 1890 een nieuwe messias bekend zou maken. De boodschap van Wovoka van vrede, medemenselijkheid en de komst van een betere wereld sloeg bij velen aan. Er waren echter ook sceptici onder zowel blanken als indianen.

## Ooggetuigenverslag van de Ghost Dance
De deelnemers moesten zich eerst zuiveren in een zweethut alvorens ze mochten deelnemen aan de dans. Dan smeerden ze zich in met heilig rood pigment en tooiden zich met een speciaal kostuum dat geacht werd geschonken te zijn door 'Vader'. Deze heilige kledij bestond gewoonlijk uit een wit katoenen neteldoek, versierd met veders en geschilderde symbolen uit de visioenen van degene die het droeg, alsook een opvallende figuur van een adelaar. Heel wat stammen uit de vlakten namen deel aan de dans, maar alleen de Lakota geloofden echt dat dit kostuum hen zou beschermen tegen de kogels van de blanke man.

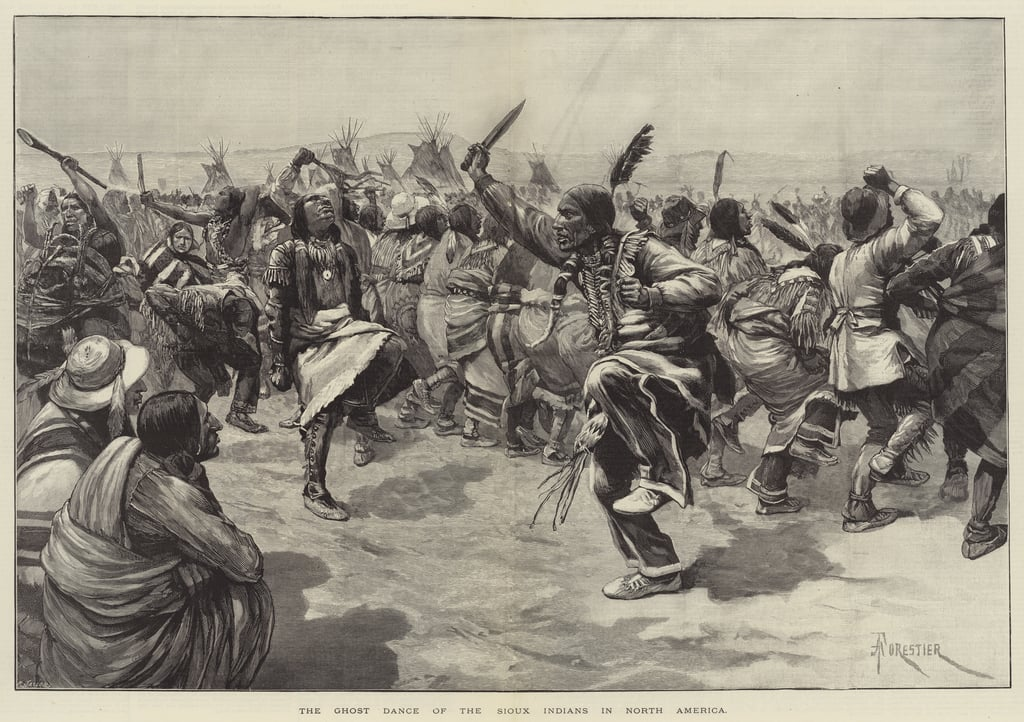
Ghost Dance van de Sioux, een gravure oorspronkelijk gepubliceerd in The Illustrated London News in 1891

Een van de liederen die ze over dit 'ghost shirt' zongen was het volgende: "Voorwaar, ik heb U mijn kracht gegeven, zegt de Vader, zegt de vader, dit shirt zal U doen leven, zegt de vader, zegt de vader..." Bij de eigenlijke dans werd door alle deelnemers met de handen een kring gevormd rond een heilige boom, of het symbool van een heilige boom. Deze was gedecoreerd met religieuze offers. Opkijkend naar de zon, schuifelden de dansers tegen de wijzers van de klok in opzij, terwijl zingend over heropstanding. Geleidelijk aan werd het tempo dan verhoogd, tot de dansers uitgeput en extatisch werden en op de grond vielen. Daarbij kregen ze visioenen over een nieuw land van de hoop en verlossing van de blanke man werd hen door de Messias beloofd. De dans veroorzaakte vaak een massale hypnose die bekend werd als de Ghost Dance...
— Eyewitness accounts of the Ghost Dance

## De versie van Kicking Bear
Er waren ook minder vredelievende mensen ontvankelijk voor Wovoka's boodschap. In oktober van 1890 gaf de Lakota Sioux indiaan Kicking Bear na een bezoek aan Wovoka zijn eigen interpretatie aan diens visioen. Volgens Kicking Bear zou in de volgende lente de nieuwe wereld ontstaan. Alle indianen die de Ghost Dance dansten zouden opgetild worden in de lucht zodat de nieuwe aarde geschapen zou worden. Daarna zouden ze terugkeren naar deze nieuwe wereld en herenigd worden met hun overleden voorouders (de geesten van de 'ghost dance').
Een belangrijk element dat Kicking Bear bovendien toevoegde aan zijn versie van Wovoka's boodschap was dat blanken geen deel zouden hebben aan het toekomstige paradijs. Door het dragen van speciale Ghost Dance hemden zouden de indianen zelfs immuun worden voor de kogels afkomstig van wapens afgevuurd door blanke tegenstanders.

## Escalatie
Blanken maakten zich steeds meer zorgen over de populariteit van de Ghost Dance. Kicking Bear werd verbannen van zijn standplaats Standing Rock, maar dat verminderde de populariteit van de Ghost Dance niet. Daniel Royer, de recent gearriveerde, onervaren blanke overheidsvertegenwoordiger ('indian agent') op het Pine Ridge Indian Reservation raakte in paniek. Young-Man-Afraid-of-Indians, zoals de Lakota hem noemden, bestookte de federale overheid in Washington met telegrammen met verzoeken om troepen te sturen. Ook omwonende blanke boeren vreesden een indiaanse aanval, al hadden zij aan het feit dat vrouwen meedansten kunnen zien dat het geen oorlogsdans betrof. Echter door sensationele berichten in diverse kranten escaleerde het geheel.
De overheid besloot tot de arrestatie van de vooraanstaande Siouxleider Sitting Bull die in Standing Rock verbleef en Kicking Bear toestemming had gegeven om zijn boodschap daar te verspreiden. Hoewel Sitting Bull zelf geen enkele rol speelde in de beweging werd hij toch als een bedreiging gezien, net zoals hij jaren eerder werd gezien als degene die aanzette tot de Slag bij de Little Bighorn. Ook hierbij had Sitting Bull echter geen actieve rol gespeeld. De arrestatie liep uit op een drama. Een van de indiaanse politieagenten die Sitting Bull kwam arresteren werd beschoten door een Sioux die getuige was. In het volgende vuurgevecht werd Sitting Bull door een verdwaalde kogel verwond. Door een andere politieagent werd hij vervolgens door het hoofd geschoten. Zes indiaanse politieagenten en acht 'vijandige' indianen, waaronder Sitting Bulls zoon Crow Foot, werden gedood.

## Wounded Knee
De nervositeit van de autoriteiten was echter bepaald niet minder geworden. Het wantrouwen tegenover met name de Lakota Sioux bleef en culmineerde uiteindelijk in het bloedbad bij Wounded Knee op 29 december 1890. Een aanvoerder van de Sioux, Big Foot, werd aangehouden terwijl hij op weg was naar een conferentie met andere Siouxleiders. Hij en zijn stamgenoten werden gedwongen hun wapens in te leveren en zetten daartoe hun kamp op bij het riviertje Wounded Knee. Toen er onenigheid ontstond over het inleveren van de wapens openden soldaten het vuur. Hun Hotchkiss kanonnen hadden zij al rond het indianenkamp opgesteld. Na afloop bleken 25 Amerikaanse soldaten te zijn gedood - veelal door de kanonnen die aan de overkant van het kamp opgesteld waren. Aan indiaanse zijde waren 391 doden te betreuren; vooral vrouwen en kinderen. Hierna gaf Kicking Bear zich over aan generaal N.A. Miles, waarmee zijn verspreiding van de Ghost Dance voorbij was. De slachting bij Wounded Knee leidde overigens tot zoveel verontwaardiging, mede dankzij berichtgeving erover door indiaanse activisten zoals Susette La Flesche, dat er maatregelen werden genomen om de levensomstandigheden van de indianen in de reservaten te verbeteren.

## De Ghost Dance na 1890
Voor veel indianen was deelname aan de Ghost Dance een manier om om te gaan met moeilijke tijden van snelle en traumatische veranderingen. Langzaamaan verbeterden de omstandigheden en stopten de meesten met de Ghost Dance. Er werd echter nog melding gemaakt van Ghost Dances in de jaren 50 en 60 van de twintigste eeuw.
Het bekendst is de wederopleving van de Ghost Dance in 1973 in het indianenreservaat Pine Ridge tijdens de indiaanse bezetting van Wounded Knee. Leonard Crow Dog, een Lakota-medicijnman en nazaat van Jerome Crow Dog, een Ghost Dance-leider in 1890, had in een visioen vernomen dat hij de Ghost Dance weer moest laten herleven.
In het werk van rockzanger Jim Morrison speelde de Ghost Dance zowel in zijn gedichten als bij zijn optredens op het podium een belangrijke rol. De Mohawk rockzanger Robbie Robertson, voorheen lid van The Band, zong ook over de Ghost Dance, evenals Patti Smith op het album Easter uit 1978, een directe verwijzing naar bovenstaande gebeurtenissen.